# Lijst van voetbalinterlands Palestina - Taiwan
Deze lijst van voetbalinterlands is een overzicht van alle officiële voetbalwedstrijden tussen de nationale teams van Palestina en Taiwan (Chinees Taipei). De landen hebben tot op heden drie keer tegen elkaar gespeeld. De eerste ontmoeting, een kwalificatiewedstrijd voor het Wereldkampioenschap voetbal 2006, vond plaats op 18 februari 2004 in Doha (Qatar). Het laatste duel werd gespeeld tijdens een vriendschappelijk toernooi in Manilla (Filipijnen) op 6 september 2014.

## Wedstrijden
| № | Plaats  | Datum            | Competitie           | Wedstrijd                  | Uitslag |
| - | ------- | ---------------- | -------------------- | -------------------------- | ------- |
| 1 | Doha    | 18 februari 2004 | WK 2006 kwalificatie | Palestina − Chinees Taipei | 8 − 0   |
| 2 | Taipei  | 14 oktober 2004  | WK 2006 kwalificatie | Chinees Taipei − Palestina | 0 − 1   |
| 3 | Manilla | 6 september 2014 | Vriendschappelijk    | Palestina − Chinees Taipei | 7 − 3   |

## Samenvatting
| Competitie        | Totaal gespeeld | Winst Palestina | Gelijk | Winst Chinees Taipei | Doelsaldo Palestina – Chinees Taipei |
| ----------------- | --------------- | --------------- | ------ | -------------------- | ------------------------------------ |
| WK-kwalificatie   | 2               | 2               | 0      | 0                    | 9 − 0                                |
| Vriendschappelijk | 1               | 1               | 0      | 0                    | 7 − 3                                |
| Totaal            | 3               | 3               | 0      | 0                    | 16 − 3                               |

PFF · 
Bondscoaches · 
A-internationals · 
Palestijns vrouwenelftal
1953 – 1959 ·
1960 – 1969 ·
1970 – 1979 ·
1980 – 1989 ·
1990 – 1999 ·
2000 – 2009 ·
2010 – 2019 ·
2020 − 2029
Afghanistan ·
Australië ·
Azerbeidzjan ·
Bahrein ·
Bangladesh ·
Bhutan ·
Burundi ·
Cambodja ·
Chili · 
China ·
Comoren ·
Egypte ·
Filipijnen ·
Griekenland ·
Guam ·
Hongkong ·
India ·
Indonesië ·
Irak ·
Iran ·
Japan ·
Jemen ·
Jordanië ·
Kazachstan ·
Kirgizië ·
Koeweit ·
Libanon ·
Libië ·
Malediven ·
Maleisië ·
Marokko ·
Mauritanië ·
Mongolië ·
Myanmar ·
Nepal ·
Noord-Korea ·
Oezbekistan ·
Oman ·
Oost-Timor ·
Pakistan ·
Qatar ·
Saoedi-Arabië ·
Seychellen ·
Singapore ·
Soedan ·
Sri Lanka ·
Syrië ·
Tadzjikistan ·
Taiwan ·
Tanzania ·
Thailand · 
Turkmenistan ·
Verenigde Arabische Emiraten ·
Vietnam ·
Zuid-Korea
CTFA ·
Bondscoaches ·
vrouwenvoetbalelftal ·
Topscorers
Afghanistan ·
Australië ·
Bahrein ·
Bangladesh ·
Brunei ·
Cambodja ·
Fiji ·
Filipijnen ·
Grenada ·
Guam ·
Hongkong ·
India ·
Indonesië ·
Irak ·
Iran ·
Israël ·
Japan ·
Jordanië ·
Kenia ·
Kirgizië ·
Koeweit ·
Laos ·
Macau ·
Maleisië ·
Mongolië ·
Myanmar ·
Nepal ·
Nieuw-Zeeland ·
Noord-Korea ·
Oezbekistan ·
Oman ·
Oost-Timor ·
Pakistan ·
Palestina ·
Panama ·
Saint Kitts en Nevis ·
Salomonseilanden ·
Saoedi-Arabië ·
Singapore ·
Sri Lanka ·
Syrië ·
Thailand ·
Trinidad en Tobago ·
Turkmenistan ·
Vietnam ·
Zuid-Korea ·
Zuid-Vietnam